# 국학원
국학원은 홍익인간의 이념적 바탕으로 '한' 정신 및 '한'문화를 계승발전시켜 민족정신을 확립하고 민족 화합의 이념적 공감대 마련을 목적으로 1988년 1월 5일 설립된 대한민국 문화체육관광부 소관의 사단법인이다. 사무실은 충청남도 천안시 동남구 목천읍 교천지산길 284-11에 있다.

## 주요 사업
- 민족고유의 정신문화를 통한 국민정신 계도
- '한' 정신 및 '한'문화의 연구 및 개발, 보급
- '한' 정신 및 '한'문화 발전을 위한인력개발 프로그램 개발 및 보급
- '한' 정신 및 '한'문화의 세계화를위한 해외활동 지원